# Sérigné
Sérigné – miejscowość i gmina we Francji, w regionie Kraj Loary, w departamencie Wandea.
Według danych na rok 1990 gminę zamieszkiwało 877 osób, a gęstość zaludnienia wynosiła 47 osób/km² (wśród 1504 gmin Kraju Loary Sérigné plasuje się na 630. miejscu pod względem liczby ludności, natomiast pod względem powierzchni na miejscu 607.).